# Macromeracis hirtiforceps
Macromeracis hirtiforceps är en tvåvingeart som beskrevs av James 1975. Macromeracis hirtiforceps ingår i släktet Macromeracis och familjen vapenflugor. Inga underarter finns listade i Catalogue of Life.